# Timofiej Skatow
Timofiej Dmitrijewicz Skatow, ros. Тимофей Дмитриевич Скатов (ur. 21 stycznia 2001 w Pietropawłowsku) – kazachski tenisista, reprezentujący do 2018 roku Rosję.

## Kariera tenisowa
W 2017 roku osiągnął półfinał juniorskiego US Open w grze pojedynczej chłopców. 1 stycznia 2018 roku został sklasyfikowany na pozycji lidera rankingu juniorskiego ITF.
Od roku 2019 jest tenisistą zawodowym.
W 2022 roku dzięki zwycięstwu w kwalifikacjach do Australian Open zadebiutował w zawodach Wielkiego Szlema, w których przegrał w pierwszej rundzie.
W karierze wygrał jeden singlowy turniej cyklu ATP Challenger Tour. Ponadto zwyciężył w trzech singlowych turniejach rangi ITF.
W rankingu gry pojedynczej najwyżej był na 125. miejscu (13 lutego 2023), a w klasyfikacji gry podwójnej na 627. pozycji (17 lipca 2023).

### Zwycięstwa w turniejach ATP Challenger Tour

#### Gra pojedyncza
| Końcowy wynik | Nr | Data                | Turniej | Nawierzchnia | Przeciwnik    | Wynik finału     |
| ------------- | -- | ------------------- | ------- | ------------ | ------------- | ---------------- |
| Zwycięzca     | 1. | 9 października 2022 | Parma   | Ceglana      | Jozef Kovalík | 7:5, 6:7(2), 6:4 |